# Calafetagem
Calafetar (português europeu) ou embaçar (português brasileiro) é a operação que consiste em introduzir entre cada duas tábuas do  casco de uma embarcação,  estopa embebida em pez, de modo a evitar a entrada de água pelas frinchas ou buracos.